# كوجي مييوشي
كوجي مييوشي (باليابانية: 三好 康児)، من مواليد 26 مارس 1997م، وهو لاعب كرة قدم ياباني يلعب مركز الوسط، شارك مع زملائه في بطولة كأس العالم تحت 20 سنة، والذي أستضافته كوريا الجنوبية سنة 2017م.

## مسيرته الكروية
لعب كوجي مييوشي خلال مسيرته الاحترافية مع 4 أندية في ستة مواسم وسجل خلالها 12 هدفًا ضمن 90 مباراة. ولم يفز بأي موسم بالكأس وفاز في موسمين بالدوري.
خاض كوجي مييوشي مسيرته مع نادي كاواساكي فرونتال في موسم 2015 واستمر معه طيلة ثلاثة مواسم، مشاركًا في 31 مباراة سجل خلالها 5 أهداف. ثم انتقل إلى نادي هوكايدو كونسادول سابورو ما بين عامي 2018 و2019 لمدة موسم واحد، حيث شارك في 26 مباراة سجل خلالها 3 أهداف. لينتقل بعدها إلى نادي يوكوهاما إف مارينوس ما بين عامي 2019 و2020 لمدة موسم واحد، مشاركًا في 19 مباراة سجل خلالها 3 أهداف أيضًا. ثم انتقل إلى نادي رويال أنتويرب في موسم 2019–20 لمدة موسم واحد، مشاركًا في 14 مباراة سجل خلالها هدفًا واحدًا.